# 779 TCN
779 TCN là một năm trong lịch La Mã.